# Gvido Jekals
Gvido Jekals (ur. 1 lipca 1904 w Rydze, zm. 2 stycznia 1969 w Cuyahoga Falls) – łotewski lekkoatleta, sprinter, płotkarz, wieloboista, skoczek wzwyż i w dal, trójskoczek.

## Życiorys

### Lata młodości i edukacja
Absolwent Wydziału Nauk Przyrodniczych Uniwersytetu Łotwy. Obronił doktorat w USA.

### Kariera sportowa
Jest dwudziestokrotnym mistrzem Łotwy w różnych konkurencjach. W 1924, 1927 i 1928 wygrywał w biegu na 110 m ppł, w latach 1923-1926 zostawał mistrzem w sztafecie 4 × 100 m, w 1924 zwyciężył w sztafecie szwedzkiej (400+300+200+100 m), w 1923 i 1924 wygrywał w skoku wzwyż z miejsca, w latach 1924-1927 triumfował w skoku wzwyż, w 1924 został mistrzem w skoku w dal, w 1927 zwyciężył w skoku w dal z miejsca, w 1924 wygrał w trójskoku, w 1924 i 1927 został mistrzem w dziesięcioboju, a w 1927 triumfował w pięcioboju.
W 1924 wystartował na igrzyskach olimpijskich, na których wystąpił w biegu na 100 i 200 m oraz w dziesięcioboju. W dziesięcioboju był 14. z 5981,67 pkt, natomiast w obu konkurencjach biegowych odpadł w eliminacjach, zajmując odpowiednio 5. i 3. miejsce w swoich biegach eliminacyjnych.
Reprezentował klub Rīgas Unions.

### Rekordy życiowe
- 100 m – 11,0 s (1924)
- 200 m – 23,3 s (1924)
- skok w dal – 6,56 m (1924)
- dziesięciobój – 6438,43 pkt (1924)

### Śmierć
Zmarł 2 stycznia 1969 w Cuyahoga Falls.